# Venloon
Venloon was een plaats in de Nederlandse provincie Noord-Brabant en de voorloper van Loon op Zand.

## Geschiedenis
Venloon kreeg in de late middeleeuwen te maken met bodemdaling en zandverstuivingen. De verstuivingen ontstonden door uitputting van de bodem, onder meer door overbegrazing en door de landbouw op de schrale heidegrond. De bodemdaling vond plaats door vervening en inklinking in de De Langstraat, de regio van Venloon. Daardoor liep het grondwater sneller weg en verdroogde de bodem.
De dorpelingen bouwden een wal tegen het oprukkende stuifzand die effectief moet zijn geweest. Niettemin werd het dorp in 1391 verplaatst naar het huidige Loon op Zand. De precieze aanleiding voor de verplaatsing is niet geheel duidelijk. Het betrof een verplaatsing van enkele honderden meters in zuidwestelijke richting. In de richting van de oorspronkelijke kern. Vanaf de huidige kern loopt een oude weg, de Venloonstraat naar het noordoosten, richting De Loonse en Drunense Duinen.

## Sint-Willibrorduskerk
De kerk van Venloon, gewijd aan Sint-Willibrordus, werd voor het eerst vermeld in 1233 en was gelegen op de Kerkenakker. Het patronaatsrecht berustte bij de Abdij van Tongerlo. Archeologisch onderzoek toonde aan dat hier omstreeks 1150 al een kerk stond. Na de verhuizing van het dorp bleef de kerk achter tot hij in 1570 werd gesloopt. De stoffelijke overschotten op de begraafplaats werden niet mee verhuisd, zoals in die tijd te doen gebruikelijk.